# Cinema de Grècia
El cinema de Grècia té una història llarga i rica història. Tot i que de vegades es veu obstaculitzada per la guerra o la inestabilitat política, la indústria cinematogràfica grega domina el mercat nacional i ha experimentat un èxit internacional. Les característiques del cinema grec inclouen una trama dinàmica, un fort desenvolupament del personatge i temes eròtics. Dues pel·lícules gregues, Missing (1982) i Mia eoniótita ke mia mera (1998), van guanyar la Palma d'Or al Festival Internacional de Cinema de Canes. Cinc pel·lícules gregues han rebut nominacions a l'Oscar a la millor pel·lícula de parla no anglesa.
Tot i que el cinema grec va arrelar a principis del 1900, les primeres pel·lícules madures no es van produir fins als anys 20, després del final de la Guerra Greco-Turca.  Les pel·lícules d'aquest període, com ara Astéro (1929) de Dimitris Gaziadis i Maria Pentagiotissa (1929) d'Ahilleas Madras, consistien en melodrames emocionals amb una gran quantitat d'elements folklorístics. Dáfnis kai Kloé d'Orestis Laskos (1931), una de les primeres pel·lícules gregues que es van mostrar a l'estranger, contenia la primera escena de nus d'una pel·lícula europea.  Durant l'ocupació per l'Eix, la indústria cinematogràfica grega va lluitar i es va veure obligada a traslladar-se a l'estranger.
Després de la Guerra Civil grega, el cinema grec va experimentar un renaixement. Inspirats en el neorealisme italià, directors com Grigoris Grigoriou i Stelios Tatasopoulos van crear obres durant aquest període rodades in situ amb actors no professionals. Durant les dècades de 1950 i 1960, el cinema grec va viure una època daurada, començant amb Stélla de Michael Cacoyannis (1955), que es va projectar al 8è Festival Internacional de Cinema de Canes. La pel·lícula de 1960 Poté tin kyriaki va ser nominada a cinc premis Oscar, i la seva actriu principal, Melina Merkuri, va guanyar el  Premi a la interpretació femenina a Canes. Zorba the Greek (1964) de Cacoyannis va guanyar tres premis Oscara. Altres pel·lícules estrenadas en aquesta època, com ara Istoria mias kalpikis liras i O Drakos es consideren avui dia algunes de les obres més grans del cinema grec.
Les polítiques de censura de la Junta del 1967 i la creixent competència estrangera van provocar un declivi del cinema grec. Després de la restauració de la democràcia a mitjans dels anys setanta, la indústria cinematogràfica grega va tornar a florir, liderada pel director Theo Angelópulos, les pel·lícules del qual van aconseguir el reconeixement internacional, convertint-lo probablement en el director grec més aclamat fins ara. Altres directors aclamats d'aquesta època són Nikos Nikolaidis, així com Pantelis Vulgaris i Alexis Damianos, el director de la pel·lícula emblemàtica Evdokia. Tanmateix, aquesta deriva cap al cinema d'art i assaig als anys vuitanta va provocar un descens de l'audiència. A la dècada de 1990, els cineastes grecs més joves van començar a experimentar amb motius iconogràfics. Pel·lícules gregues úniques com ara Kynodontas de  Iorgos Lànthimos (2009), Strella de  Panos H. Koutras (2009) i Attenberg d'Athina Rachel Tsangari (2010) va rebre l'aclamació internacional, constituint el que s'ha anomenat l' "Ona estranya grega".

## Història del cinema grec

### Orígens
A la primavera de 1897, els grecs d'Atenes van veure les primeres aventures cinematogràfiques (curtmetratges de "diari"). L'any 1906 va néixer el cinema grec quan els germans Manaki van començar a gravar a Macedònia, i el cineasta francès "Leons" va produir el primer "Notícies" dels Jocs Olímpics d'Atenes (els Jocs Olímpics no oficials de 1906).
El primer cinema-teatre d'Atenes va obrir aproximadament un any més tard i altres 'sales de projecció' especials van començar la seva activitat. El 1910-11 Spiros Dimitrakopoulos (Spyridion) va produir el primer curtmetratge còmic, i també va protagonitzar la majoria de les seves pel·lícules. El 1911 Kostas Bachatoris va presentar Skólfo (Γκόλφω), una coneguda història d'amor tradicional, considerada el primer llargmetratge grec. El 1912 es va fundar la primera companyia cinematogràfica (Athina Film) i el 1916 l'Asty Film.
Durant la Primera Guerra Mundial, la producció es va limitar només a documentals i notícies. Directors com George Prokopiou i Dimitris Gaziadis es distingeixen per rodar escenes del camp de batalla i més tard, durant la guerra greco-turca, dels esforços de l'exèrcit hel·lènic i finalment el Gran Incendi d'Esmirna (1922).

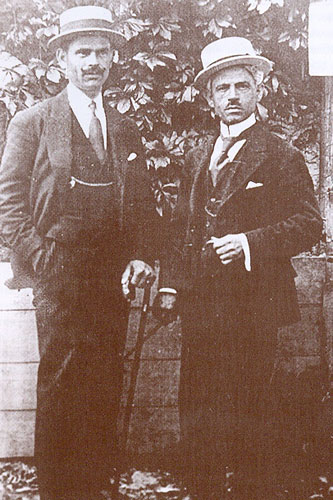
Els germans Manaki, pioners del cinema als Balcans

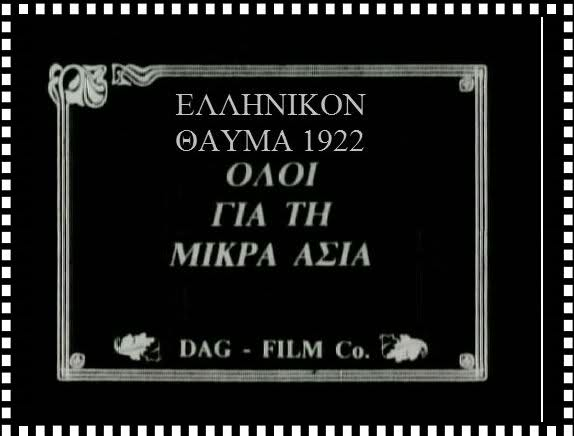
Instantània d'un clip curt grec durant la guerra greco-turca de Dag Films, 1922

La primera pel·lícula grega d'èxit comercial va ser Villar als banys de les dones de Faliro (Ο Βιλλάρ στα γυναικεία λουτρά του Φαλήρου), escrita, dirigida i protagonitzada pel còmic Villar (Nikolaos Sfakianakis) i Nitsa Philosofou. El 1924, Michael Michael (1895–1944), un còmic grec, va presentar alguns curtmetratge còmics

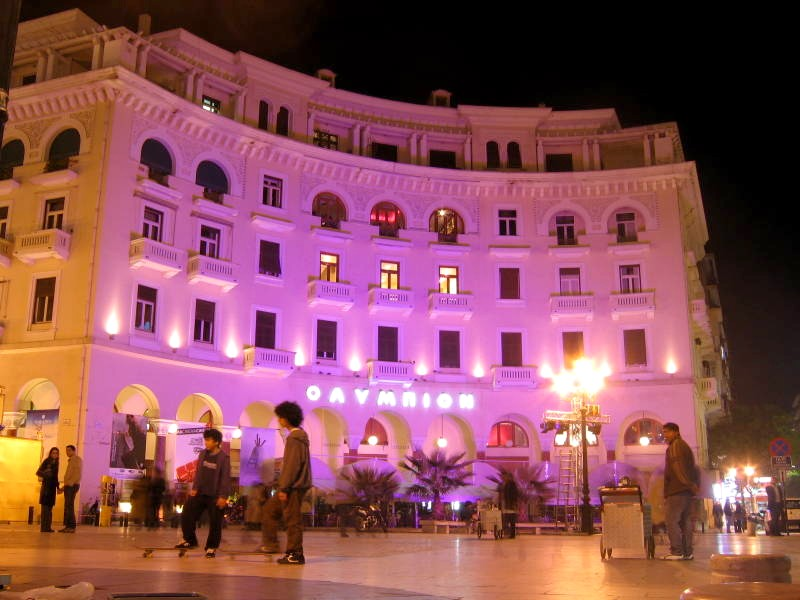
Teatre Olympion, seu del Festival Internacional de Cinema de Tessalònica

El 1922, Gaziadis va fundar Dag Films i va intentar produir la primera pel·lícula sonora. Aquesta companyia va presentar la seva primera pel·lícula, Eros kai kúmata (Έρως και κύματα) el 1927, i va tenir un èxit moderat a finals dels anys vint i principis dels anys trenta. La companyia va produir principalment pel·lícules històriques, normalment adaptacions de novel·les. El 1930, Dag va intentar una pel·lícula parlant, Oi Apákhedes ton Athenón (Οι Απάχηδες των Αθηνών), que es basava en una opereta grega de Nikos Hatziapostolu.
Gaziadis també va filmar el Festival Dèlfic de 1927, una idea d'Angelos Sikelianos i Eva Palmer-Sikelianos, com a part del seu esforç general cap a la resurrecció de la "Idea Dèlfica". L'esdeveniment va consistir en concursos Olímpics, una exposició d'art popular i una actuació de Prometeu encadenat.
La pel·lícula de 1931  Dáfnis kai Kloé (Δάφνις και Χλόη) dirigida per Orestis Laskos (1908-1992) contenia la primera escena de nu voyeurista de la història del cinema europeu; també va ser la primera pel·lícula grega que es va projectar a l'estranger. El 1932 Olympia Films va presentar la pel·lícula parlant L'amant de la pastora (Ο αγαπητικός της βοσκοπούλας), which was based on a play by Dimitris Koromilas. També va influir durant aquest període el director Achilleas Madras, director de Maria Pentagiotissa (1929) i Fetillera d'Atenes (1931).
A finals de la dècada de 1930, diversos cineastes grecs van fugir de Grècia a causa de l'hostilitat del Règim de Metaxas i la manca material de capacitat per produir pel·lícules sonores. La indústria cinematogràfica grega va resorgir a Turquia, i més tard a Egipte.
Malgrat l'ocupació alemanya durant la Segona Guerra Mundial, Filopemen Finos, un productor de cinema actiu a la Resistència grega, va fundar Finos Films (1942), que després es convertiria en un dels estudis grecs amb més èxit comercial. Una de les primeres produccions de Finos, Veu del cor (Η φωνή της καρδιάς) (1943, dirigida per Dimitris Ioannopoulos), va atraure un gran públic, per consternació dels alemanys. Una altra pel·lícula important d'aquest període, Kheirokrotémata (Χειροκροτήματα) (1944, dirigida per Iorgos Tzavellas), que presentava una biografia poc disfressada d'un dels compositors de cançons populars més importants de Grècia de l'època, Attik, va ser produïda pel rival de Finos, Novak Films.
El 1944, Katina Paxinou va ser guardonada amb l'Oscar a la millor actriu secundària pel seu paper de "Pilar" a la pel·lícula de Sam Wood For Whom the Bell Tolls.

### L'edat d'or (període modern)

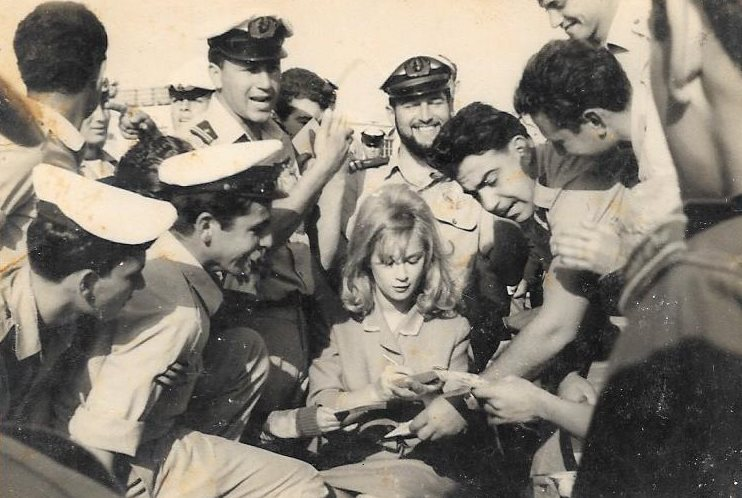
Aliki Vougiouklaki a Israel, 1964

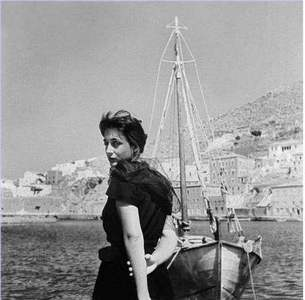
Ellie Lambeti

Les dècades de 1950 i 1960 són considerades per molts com l' "Edat d'Or" del cinema grec. Els directors i actors d'aquesta època van ser reconeguts com a personatges històrics importants a Grècia i alguns van obtenir reconeixement internacional: Michael Cacoyannis, Alekos Sakellarios, Melina Merkuri, Nikos Tsiforos, Iakovos Kambanelis, Katina Paxinou, Nikos Kúnduros, Ellie Lambeti, i Irene Papas. Es van fer més de seixanta pel·lícules a l'any, la majoria amb elements de cinema negre. Pel·lícules destacades van ser Istoria mias kalpikis liras (Η κάλπικη λίρα, 1955 dirigida per Iorgos Tzavellas), Pikro psomí (Πικρό Ψωμί, 1951, dirigida per Grigoris Grigoriou), i O Drakos (Δράκος, 1956, dirigida per Nikos Kúnduros).
Finos Film i el director Alekos Sakellarios van col·laborar en diverses pel·lícules a finals de la dècada de 1950, a saber, Ftókheia kai Filótimo (Φτώχεια και Φιλότιμο, 1955) i la seva seqüela, Laterna, ftoheia kai garyfallo (Λατέρνα, 1958), així com I theia ap' to Chicago (Η Θεία από το Σικάγο, 1957) i To Xylo vyike ap' ton paradiso (Το ξύλο βγήκε από τον Παράδεισο, 1959).
La pel·lícula de 1955 Stella, dirigida per Michael Cacoyannis i escrita per Iakovos Kambanelis, es va projectar a Canes, i va llançar el cinema grec a la seva "edat daurada". Melina Merkuri, que va protagonitzar la pel·lícula, va conèixer el director expatriat estatunidenc Jules Dassin a Canes mentre assistia a la projecció, i els dos finalment es casarien. Dassin va dirigir la pel·lícula grega de 1960, Poté tin kyriaki, protagonitzada per Merkuri. La pel·lícula va ser nominada a diversos premis Oscar, inclosa la millor actriu per Merkuri, i va guanyar l'Oscar a la millor cançó original per a la cançó principal del compositor Manos Hatzidakis. La parella també va col·laborar en l'adaptació musical de 1967, Illya Darling, per la qual Mercouri va rebre una nominació al Tony Award. Va protagonitzar pel·lícules com Topkapi i Fedra, ambdues dirigides per Dassin, i la comèdia estatunidenca de 1969, Chicago, Chicago.
La pel·lícula de 1964 de Cacoyannis, Zorba the Greek, protagonitzada per Anthony Quinn, va ser un gran èxit comercial i va ser nominada als Oscars al millor director, millor guió adaptat i millor pel·lícula. La pel·lícula es va basar en la novel·la Zorba el grec, de l'autor Nikos Kazantzakis. Altres pel·lícules importants d'aquest període inclouen Antigóne (1961) i Elektra (1962), ambdues protagonitzades per Irene Papas, Ta Kokkina fanaria (1963) del director Vasilis Georgiadis Ipolochagos Natassa (1970), protagonitzada per la "Brigitte Bardot grega", Aliki Vougiouklaki.
El Festival Internacional de Cinema de Tessalònica es va celebrar per primera vegada l'any 1960 i, posteriorment, es convertiria en l'aparador principal per als cineastes emergents de Grècia i la regió dels Balcans. El festival mostra pel·lícules tant internacionals com gregues i atorga l "Alexandre d'Or" al millor llargmetratge.
El 1969, la pel·lícula de Costa-Gavras Z va ser nominada a l'Oscar tant a la millor pel·lícula en llengua estrangera com a la millor pel·lícula.

### Període postmodern

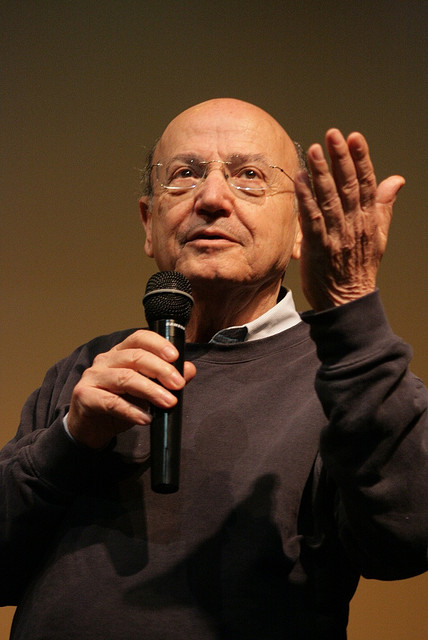
Theo Angelópulos, guanyador de la Palma d'Or el 1998

La producció de pel·lícules gregues va augmentar després de la caiguda de la dictadura a mitjans dels anys setanta, tot i que la indústria va lluitar amb la competència estrangera i l'auge de la televisió. La pel·lícula de 1977 de Michael Cacoyannis, Ifigèneia, va ser nominada a l'Oscar a la millor pel·lícula en llengua estrangera. Durant les dècades de 1970 i 1980, Theo Angelópulos va dirigir una sèrie de pel·lícules aclamades per la crítica, entre elles O Thíassos (1975), I kynighi (1977), i Taxidi sta Kythira (1984). La seva pel·lícula Mia eoniótita ke mia mera va guanyar la Palma d'Or i el Premi del Jurat Ecumènic al 51è Festival Internacional de Cinema de Canes. La pel·lícula de Costa-Gavras Missing va guanyar la Palma d'Or al 35è Festival Internacional de Cinema de Canes. La pel·lícula del director Costas Ferris de 1983, Rembetiko, va guanyar l'Ós de Plata al Festival Internacional de Cinema de Berlín.
Quan el Moviment Socialista Panhel·lènic d'esquerres va arribar al poder el 1981, l'actriu Melina Merkuri, membre del partit, va ser nomenada Ministra de Cultura. En aquest paper, va obtenir el suport del govern per a la indústria cinematogràfica grega i va establir xarxes per promocionar el cinema grec a l'estranger. L'augment del finançament governamental va provocar un predomini de pel·lícules art-house cerebrals i de moviment lent, que no tenien atractiu massiu.
A partir de la dècada de 1990, els directors més joves es van dedicar a pel·lícules de ritme més contemporani i sàtires socials, que van portar un èxit comercial moderat. El 1999, els escriptors de sèries de televisió Michalis Reppas i Thanasis Papathanasiou, col·laborant amb actors famosos contemporanis, van fer la comèdia tabú sexual Safe Sex, que va ser la pel·lícula més exitosa de la dècada.
L'any 2003, Un toc de canyella (Politiki kouzina), una pel·lícula de gran pressupost del director Tasos Boulmetis, va ser la pel·lícula amb més èxit de l'any a la taquilla grega, amb més de 12 milions d'euros. El 2004 també va ser un bon any per a les pel·lícules gregues, amb Nyfes de Pantelis Vulgaris, que va reunir més d'un milió d'espectadors i més de 7 milions a la taquilla. El 2007 la pel·lícula més reeixida va ser El Greco, dirigida per Iannis Smaragdis.

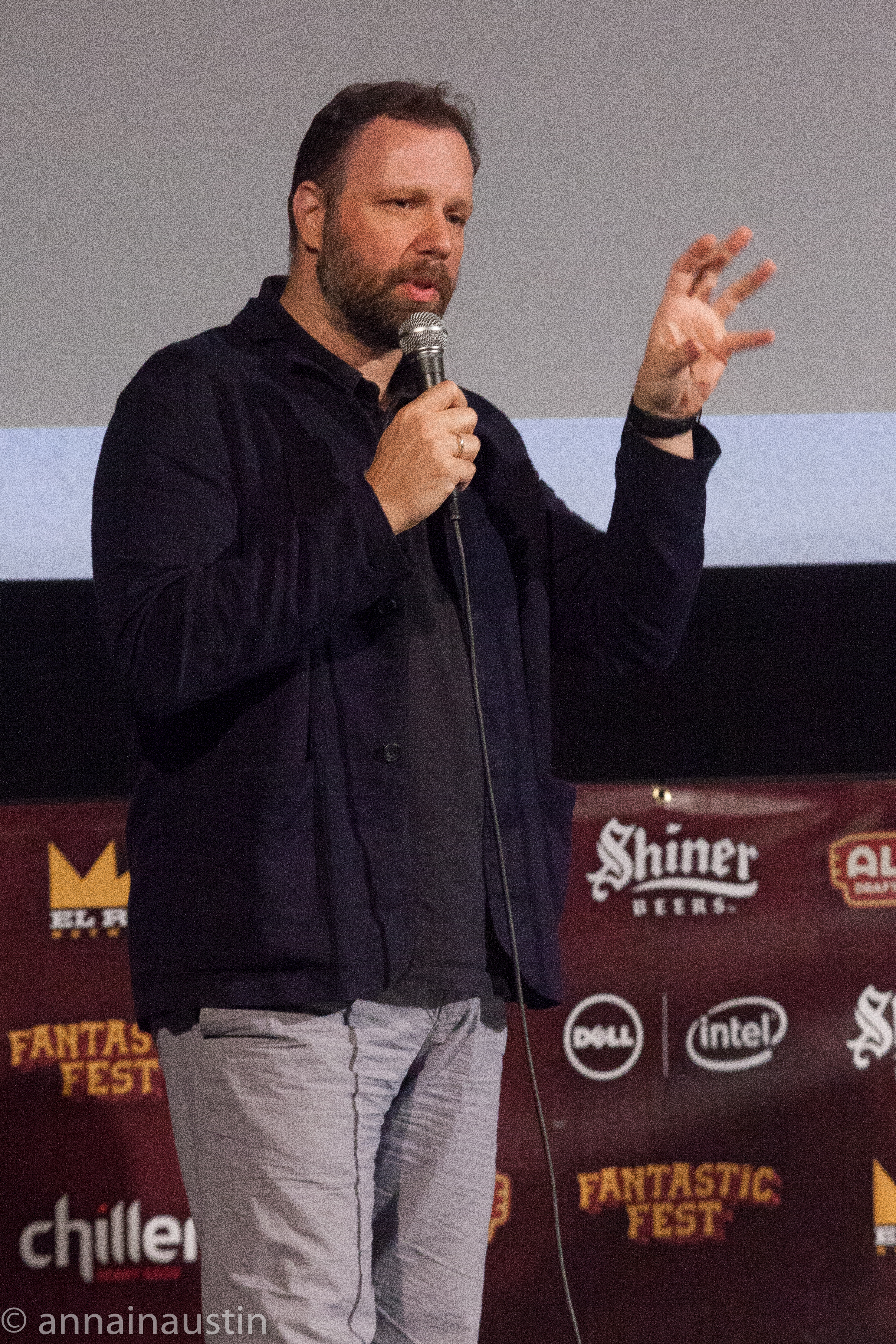
Iorgos Lànthimos

El 2009, Kynodontas, dirigida per Iorgos Lànthimos, va guanyar el Prix Un Certain Regard al Festival de Canes, i el 2011 va ser nominada al Oscar a la millor pel·lícula de parla no anglesa. La pel·lícula de 2010 Attenberg, dirigida per Athina Rachel Tsangari, va guanyar la Coppa Volpi Award a la millor actriu (Ariane Labed) a la Mostra de Venècia. També, en el mateix festival d'aquell any, Hora Proelefsis, dirigida per Syllas Tzoumerkas es va projectar a la Setmana Internacional de la Crítica, Akadimía Plátonos de Filippos Tsitos, ers va projectar als esdeveniments especials  de la Giornate degli Autori i Casus Belli, un curtmetratge del director Yorgos Zois, projectat a la secció Orizzonti, va fer que Nick Vivarelli de Variety escrigués sobre "la projecció més gran del país en dècades". El 2011 Alpeis va guanyar el premi Ossella al millor guió (Iorgos Lànthimos i Efthimiοs Filippou) a la 68a Mostra Internacional de Cinema de Venècia. Kynodontas, Attenberg i Alpeis formen part del que alguns crítics de cinema, inclòs Steve Rose de The Guardian, han denominat "Greek Weird Wave, que inclou pel·lícules amb cinematografia inquietant, protagonistes alienats i diàlegs absurds.  Altres pel·lícules esmentades com a part d'aquesta "onada" són Strella de Panos H. Koutras (2009) i Makherovgaltis de Iannis Economides (2010). L'any 2011, el 46è Festival Internacional de Cinema de Karlovy Vary va presentar un homenatge al jove cinema grec amb set llargmetratges: Attenberg, Kynodontas, Hora Proelefsis, Strella, Tale 52 dirigida per Alexis Alexiou) i Wasted Youth (dirigida per Argyris Papadimitropoulos i Jan Vogel).
L'"onada" del cinema grec va continuar el seu curs al llarg de la dècada, produint diversos títols que van ser festivals i sensacions crítiques i es van distribuir per molts països. Es van fer molts homenatges a aquesta generació de cineastes grecs en festivals d'arreu del món, sobretot el New Horizons Film Festival de Wroclaw, Polònia, i el Jeonju International Film Festival a Corea. Estudis recents van anomenar l'Onada Estrana Grega com un cinema "que reflexiona sobre com els sistemes de poder gestionen grups de persones (des d'una família a una població) i els cossos dels individus", i "un cinema igualment sensible a les formes de resposta, al soroll, el malestar i la subversió".
L'any 2011, només es van produir vint llargmetratges. Wasted Youth, dirigida per Argyris Papadimitropoulos i Jan Vogel va ser la pel·lícula d'obertura del 40è Festival Internacional de Cinema de Rotterdam, Alpeis, dirigida per Iorgos Lànthimos va guanyar el premi al millor guió al Festival Internacional de Cinema de Venècia i Adikos kosmos, dirigit per Filippos Tsitos va guanyar el premi al millor actor per Antonis Kafetzopoulos al Festival Internacional de Cinema de Sant Sebastià.
El 2012, L de Babis Makridis es va estrenar en competició al Festival Internacional de Cinema de Rotterdam, i To agori troei to fagito tou pouliou, dirigida per Ektoras Lygizos, es van estrenar en competició al Festival Internacional de Cinema de Karlovy Vary, i va guanyar una menció especial per a l'actor Iannis Papadópulos.
El 2013, Miss Violence, dirigida per Alexandros Avranas va guanyar el Lleó de Plata al millor director a la 70a Mostra Internacional de Cinema de Venècia. Peter Bradshaw de The Guardian, va comparar la pel·lícula amb l'esmentada anteriorment, dient que "(evidentment) no té l'humor d'aquelles pel·lícules de Iorgos Lànthimos i Athina Rachel Tsangari i per això, menys de la seva riquesa i inventiva. Però no es pot dubtar de la seva força."
El 2014, To mikro psari, dirigida per Iannis Economides es va estrenar en competició al Festival Internacional de Cinema de Berlín, Xenia, dirigida per Panos H. Koutras, estrenada a la secció Un Certain Régard del Festival de Cinema de Canes, i A Blast, dirigida per Syllas Tzoumerkas, estrenada en competició al Festival Internacional de Cinema de Locarno.
El 2015, Wednesday 04:45 d'Alexis Alexiou es va estrenar en competició al Festival de Cinema de Tribeca, Chevalier, dirigida per Athina Rachel Tsangari es va estrenar en competició al Festival Internacional de Cinema de Locarno i va guanyar el premi a la millor pel·lícula al Festival de Cinema de Londres, i Interruption de Iorgos Zois estrenada a la secció competitiva Orizzonti del Festival Internacional de Cinema de Venècia.
El 2016, Suntan d'Argyris Papadimitropoulos es va estrenar als festivals internacionals de cinema de Rotterdam i SXSW i va guanyar el premi a la millor pel·lícula al Festival internacional de cinema d'Edimburg.
El 2017, Son of Sofia, dirigida per Elina Psykou va guanyar el premi al millor llargmetratge de narrativa internacional al Festival de Cinema de Tribeca.
El 2018, Oiktos, dirigida per Babis Makridis, es va estrenar en competició als Festivals Internacionals de Cinema de Sundance i Rotterdam.
El 2021 Selini, 66 erotiseis de Jacqueline Lentzou es va estrenar a la secció de competició Encounters del 71è Festival Internacional de Cinema de Berlín.

## Pel·lícules destacades
Abans de la Segona Guerra Mundial

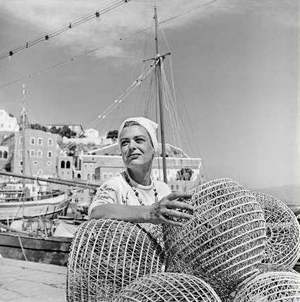
Melina Merkuri a "Fedra" (1962)

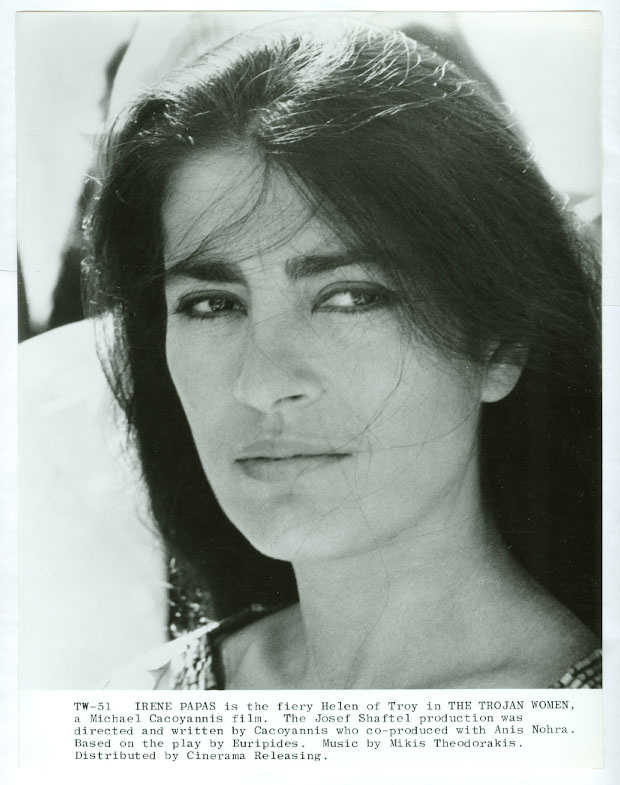
Irene Papas a The Trojan Women (1971)

- 1914 Golfo, Konstantinos Bachatoris (primer llarmetratge grec)
- 1927 Eros kai kymata, Dimítrios Gaziadis
- 1930 Oi Apachides ton Athinon, Dimítrios Gaziadis
- 1931 Dafnis kai Kloe, Orestis Laskos
- 1932 Ο αγαπητικός της βοσκοπούλας, Dimitris Tsakiris (primera pel·lícula sonora)
- 1939 To tragoudi tou horismou de Filopimin Finos
- 1944 Khirokrotimata, Iorgos Tzavellas

Després de la Segona Guerra Mundial (Edat daurada)
- 1948 Oi Germanoi xanarhodai, Alekos Sakellarios, amb Vassilis Logothetidis
- 1950 O Methystakas, Iorgos Tzavellas, amb Orestis Makris
- 1951 Pikro Psomi, Grigoris Grigoriou
- 1954 Despoinis eton 39, Alekos Sakellarios
- 1954 Kiriakatiko Xipnima, Cacoyannis
- 1955 Stella, Michael Cacoyannis, amb Melina Mercouri
- 1955 Istoria mias kalpikis liras, Iorgos Tzavellas
- 1956 Thanassakis o politevomenos, Alekos Sakellarios
- 1956 Kyriakatikoi iroes, Vasilis Georgiadis
- 1956 O Drakos, Nikos Koundouros, amb Dinos Iliopoulos
- 1956 To Koritsi me ta mavra, Michael Cacoyannis, amb Ellie Lambeti
- 1956 Protevousianikes peripeteies, Yiannis Petropoulakis, amb Rena Vlachopoulou (primera pel·lícula en color)
- 1957 I theia ap' to Chicago, Alekos Sakellarios, amb Georgia Vasileiadou
- 1958 Enas iros me padoufles, Alekos Sakellarios, amb Vassilis Logothetidis
- 1959 Astero, Dinos Dimópulos
- 1959 Stournara 288, Dinos Dimópulos
- 1959 O Ilias tou 16ou, Alekos Sakellarios, amb Costas Hajihristos
- 1960 Madalena, Dinos Dimópulos, amb Aliki Vougiouklaki
- 1960 Poté tin kyriaki, Jules Dassin
- 1960 Egklima sta paraskinia, Dinos Katsouridis
- 1961 Antigone, Iorgos Tzavellas
- 1961 I Aliki sto naftiko, Alekos Sakellarios
- 1961 Alloimono stous neous, Alekos Sakellarios, amb Dimitris Horn
- 1962 Nomos 4000, Giannis Dalianidis
- 1962 Elektra, Michael Cacoyannis
- 1962 Ouranos, Takis Kanellópulos
- 1963 Mikres Afrodites, Nikos Kúnduros
- 1963 Ta Kokkina fanaria, Vasilis Georgiadis
- 1964 Zorba the Greek, Michael Cacoyannis, amb Anthony Quinn
- 1965 I de giní na fovítai ton ándra, Iorgos Tzavellas
- 1966 To homa vaftike kokkino, Vasilis Georgiadis
- 1967 Oi kyries tis avlis, Dinos Dimópulos
- 1968 Koritsia ston Ilio, Vasilis Georgiadis
- 1970 Ipolochagos Natassa, Nikos Foskolos (rècord d'entrades)
- 1971 Ti ekanes ston polemo, Thanasi?, Dinos Katsouridis, amb Thanasis Veggos
- 1971 Evdokia, Alexis Damianos
- 1971 The Trojan Women, Michael Cacoyannis
- 1972 I Komissa tis Kerkyras, amb Rena Vlachopoulou
- 1972 Méres tou '36, Theo Angelopoulos
- 1975 O Thíassos, Theo Angelópulos
- 1977 Ifigéneia, Michael Cacoyannis

Modern
- 1981 Mathe paidi mou grammata, Thodoros Maragos
- 1983 Rembetiko, Costas Ferris
- 1984 Lúfa kai parallagi, Nikos Perakis
- 1984 Taxidi sta Kythira, Theo Angelópulos
- 1985 Petrina Hronia, Pantelis Vulgaris
- 1986 O Melissokomos, Angelópulos, amb Marcello Mastroianni
- 1987 Doxobus, Fotos Lambrinos
- 1988 Topio stin omichli, Angelópulos
- 1991 To Meteoro Vima Tou Pelargou, Theo Angelópulos, amb Marcello Mastroianni
- 1995 To Vlemma tu Odissea, Theo Angelópulos
- 1998 Mia eoniótita ke mia mera, Theo Angelópulos
- 1998 Safe Sex, Reppas-Papathanasiou
- 1999 Peppermint (pel·lícula de 1999), Kostas Kapakas
- 2003 Un toc de canyella, Tasos Bulmetis, amb Georges Corraface
- 2004 Nyfes, Pantelis Vulgaris
- 2007 El Greco, Iannis Smaragdis
- 2007 Tale 57, Alexis Alexiou
- 2009 Kynodontas, Yorgos Lanthimos
- 2009 Strella, Panos H. Koutras
- 2010 Attenberg, Athina Rachel Tsangari
- 2010 Hora Proelefsis, Syllas Tzumerkas
- 2011 Adikos kosmos, Filippos Tsitos
- 2011 Alpeis, Yorgos Lanthimos
- 2011 Wasted Youth, Argyris Papadimitrópulos i Jan Vogel
- 2012 L, Babis Makridis
- 2012 To agori troei to fagito tou pouliou, Ektoras Lygizos
- 2013 Mikra Anglia, Pantelis Vulgaris
- 2013 Miss Violence, Alexandros Avranas
- 2014 Stratos, Iannis Economides
- 2014 Xenia, Panos H. Koutras
- 2014 A Blast, Syllas Tzumerkas
- 2015 Ouzeri Tsitsanis, Manusos Manussakis
- 2015 Chevalier, Athina Rachel Tsangari
- 2015 Interruption, Yorgos Zois
- 2015 Tetarti 04:45, Alexis Alexiou
- 2016 Suntan, Argyris Papadimitrópulos
- 2017 Son of Sofia, Elina Psykou
- 2018 Oiktos, Babis Makridis
- 2019 Eftychia, Angelos Frantzis
- 2019 To thavma tis thalassas ton Sargasson, Syllas Tzumerkas
- 2021 Selini, 66 erotiseis, Jacqueline Lentzou
- 2021 Monday, Argyris Papadimitrópulos

## Notables musicals
- 1963 Merikoi to protimoun kryo, Giannis Dalianidis
- 1964 Kati na kéi, Dalianidis
- 1965 Korítsia gia filima, Giannis Dalianidis
- 1967 Oi Thalassies oi Hadres, Giannis Dalianidis
- 1968 Gorgones kai Mages, Dalianidis

## Figures destacades

### Directors
| - Alexis Alexiou - Theo Angelópulos - Michael Cacoyannis - George Pan Cosmatos - Giannis Dalianidis - Alexis Damianos - Dinos Dimópulos - Costas Ferris - Nikos Foskolos - Costa Gavras - Vasilis Georgiadis - Constantine Giannaris - Grigoris Grigoriou - Takis Kanellópulos - Dinos Katsouridis - Kostas Karagiannis - Panos H. Koutras - Nikos Kúnduros - Iorgos Lànthimos - Orestis Laskos - Tonia Marketaki | - Kostas Manussakis - Thodoros Maragos - Nico Mastorakis - Prodromos Meravidis - Nikos Nikolaidis - Nikos Perakis - Vassilis Photópulos - Maria Plyta - Alekos Sakellarios - Iannis Smaragdis - Spiros Stathoulópulos - Stelios Tatasópulos - Athina Rachel Tsangari - Iorgos Tzavellas - Syllas Tzoumerkas - Thanasis Veggos - Takis Vougiouklakis - Pantelis Vulgaris |  |

### Guionistes
- Efthimis Filippou
- Iakovos Kambanelis
- Thanos Leivaditis
- Petros Markaris
- Dimitris Psathas
- Alekos Sakellarios
- Mimis Traiforos
- Nikos Tsiforos

### Actors
| - Alekos Alexandrakis - Cybele Andrianou - Beata Asimakopoulou - Vasilis Avlonitis - Andreas Barkoulis - Georges Corraface - Vasilis Diamantópulos - Lavrentis Dianellos - Chronis Exarhakos - Spiros Focás - Mimis Fotópulos - Giorgos Fountas - Petros Fyssoun - Giorgos Gavriilidis - Katerina Gogou - Costas Hajihristos - Dimitris Horn - Dinos Iliópulos - Antonis Kafetzópulos - Xenia Kalogeropoulou - Kostas Karras - Martha Karagianni - Tzeni Karezi - Manos Katrakis - Tasso Kavadia - Kostas Kazakos - Lambros Konstantaras - Giorgos Konstantinou - Maro Kontou - Marika Kotopouli - Nikos Kourkoulos - Marika Krevata - Ellie Lambeti - Zoe Laskari - Ilya Livykou - Vassilis Logothetidis | - Orestis Makris - Melina Merkuri - Alexis Minotis - Vangelis Mourikis - Sotiris Moustakas - Elena Nathanael - Christoforos Nezer - Marika Nezer - Sapfo Notara - Makis Papadimitriou - Dimitris Papamichael - Irene Papas - Dionyssis Papayannópulos - Angeliki Papoulia - Stavros Paravas - Daphne Patakia - Katina Paxinou - Vangelis Protopapas - Nikos Rizos - Yvonne Sanson - Georges Sari - Nikos Stavridis - Smaro Stefanidou - Stefanos Stratigos - Anna Synodinou - Christos Tsaganeas - Nitsa Tsaganea - Vasilis Tsivilikas - Nora Valsami - Titos Vandis - Aimilios Veakis - Thanasis Veggos - Georgia Vasileiadou - Sofia Vembo - Rena Vlahopoulou - Giannis Voglis - Aliki Vougiouklaki - Kostas Voutsas - Sperantza Vrana - Eleni Zafeiriou - Pantelis Zervos |  |

### Directors de fotografia
- Giorgos Arvanitis

### Escenògrafs
- Vassilis Photópulos
- Iannis Tsarouchis

### Compositors
- Kostas Giannidis

Manos Hatzidakis

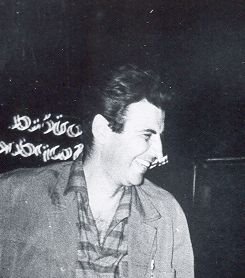
Mikis Theodorakis

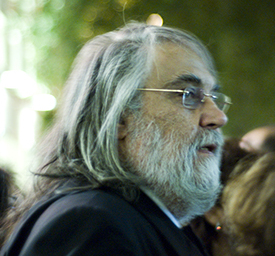
Vangelis Papathanassiou

- Manos Hatzidakis (notable: Stella, Poté tin kyriaki, Alloimono stous neous, Htipokardia sto thranio)
- Kostas Kapnisis
- Eleni Karaindrou (notable: Mia eoniótita ke mia mera)
- Giorgos Katsaros
- Loukianos Kilaidonis (notable: O Thíassos)
- Manos Loïzos (notable: Evdokia)
- Iannis Markópulos
- Giorgos Mouzakis
- Vangelis Papathanassiou (notable: El Greco)
- Mimis Plessas (notable: Ti ekanes ston polemo, Thanasi?)
- Michalis Souyioul
- Stamatis Spanoudakis
- Mikis Theodorakis (notable: Electra, Zorba the Greek, Z, The Trojan Women, Ifigéneia)
- Stavros Xarchakos (notable: Ta Kokkina fanaria, Rembetiko)
- Giorgos Zambetas